# Заятт, Камиль
Камиль Заятт (фр. Kamil Zayatte; 7 марта 1985, Конакри) — гвинейский футболист, защитник. Выступал в сборной Гвинеи. Участвовал на трёх Кубках африканских наций: 2008, 2012 и 2015.

## Карьера
Камиль Заятт родился в Гвинее, но уже в возрасте 15 лет он с семьёй эмигрировал в Париж. Свою карьеру Заятт начал в клубе «Ланс», играя за молодёжный, а затем и первый состав клуба, за который провёл один матч в чемпионате и один матч в кубке Франции. Из «Ланса» Заятт перешёл в швейцарский клуб «Янг Бойз», в котором он провёл два сезона. Затем Заятт решил попробовать себя в Англии, он проходил просмотр в «Эвертоне» и «Ньюкасл Юнайтед», но только третий клуб, «Халл Сити», подписал с ним 31 августа контракт на правах аренды.
23 января 2009 года арендное соглашение было переоформлено на покупку футболиста за 2,5 млн фунтов у «Бойз», контракт рассчитан на 3 года.
24 января 2011 года подписал контракт с турецким клубом «Коньяспор».
27 мая 2011 года, стало известно что Заятт подпишет трехлетний контракт с «Истанбул ББ».

## Статистика
| Сезон   | Клуб      | Чемпионат        | Чемпионат | Чемпионат |
| Сезон   | Клуб      | Дивизион         | Матчи     | Голы      |
| ------- | --------- | ---------------- | --------- | --------- |
| 2003/04 | Ланс      | Дубль            | 3         | 0         |
| 2004/05 | Ланс      | Дубль            | 13        | 0         |
| 2005/06 | Ланс      | Дубль            | 27        | 1         |
| 2006/07 | Ланс      | Лига 1           | 1         | 0         |
| 2007/08 | Янг Бойз  | Акспо Супер Лига | 41        | 1         |
| 2008/09 | Халл Сити | Премьер-лига     | 32        | 1         |
| 2009/10 | Халл Сити | Премьер-лига     | 23        | 2         |